# اچ‌ام‌اس ال۷
اچ‌ام‌اس ال۷ (به انگلیسی: HMS L7) یک زیردریایی بود که طول آن ۲۲۲ فوت (۶۸ متر) بود. این زیردریایی در سال ۱۹۱۷ ساخته شد.